# Sants Metges de la Sénia
Els Sants Metges de la Sénia és una capella de la Sénia (Montsià) inclosa a l'Inventari del Patrimoni Arquitectònic de Catalunya.

## Descripció
Petita capella, situada a 1,5 km del poble en direcció a Benifassar.
És de planta rectangular, amb murs de 50 cm de gruix. L'única obertura és la porta, al mur que mira al poble, amb llinda en forma d'arc escarser d'una sola peça de pedra i brancals també de pedra. Sobre la porta hi ha un petit orifici quadrangular. La teulada és a dues vessants amb teula àrab. Sobre la segona teula del carener hi ha una creu moderna de ferro.
A l'interior presenta volta de canó i un petit altar d'aparença moderna que sosté les figures, també recent, de Sant Cosme i Sant Damià.

## Història
La construcció original era de la primera meitat del segle XIx, tal com indica la data gravada a la llinda de la porta (1832). El 1980 fou restaurada i en part modificada.
En una fotografia de l'any 1935 de l'Inventari d'Esglésies de Gavin es veu l'estat original de la façana. La porta no arribava fins al terra sinó que era una mena de finestra amb llindar de pedra, avui eliminat. L'orifici actual de sobre la porta era més gran i amb llindar i brancals de pedra.
Al segle xviii ja existia una ermita a aquest lloc, ja que la sentència del plet entre la sènia, Ulldecona i Joan Bta. Lostau sobre l'ús i aprofitament del riu Sènia (2/2/1786) diu: "abrió una nueva acequia junto a la ermita de Santos Médicos, tomando las aguas de otra que servia para el Molino de Malau propio de la Cenia…" L'advocació dels Sants Metges devia ser un vot del poble per la pesta.